# Juan Carlos Vera Plasencia

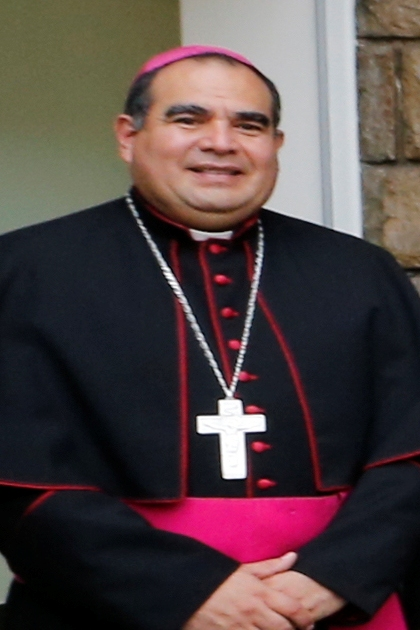
Juan Carlos Vera Plasencia (2015)

Juan Carlos Vera Plasencia MSC (* 25. Juni 1961 in Trujillo, Peru) ist römisch-katholischer Militärbischof von Peru.

## Leben
Vera Plasencia trat nach dem Schulabschluss 1983 ins Noviziat der Herz-Jesu-Missionare ein und legte am Fest Mariä Himmelfahrt 1984 die Profess ab. Danach studierte er Philosophie und Theologie am Instituto Superior de Estudios Teológicos Juan XXIII in Lima. Am 22. August 1988 wurde er zum Priester der Herz-Jesu-Missionare geweiht. Zwei Jahre wirkte er in der Gemeinde von Puquio in der Prälatur Caravelí, dann wurde er Ausbilder und Verwalter im Seminar seines Ordens.
Nach einem Jahr Fortbildung im internationalen Noviziat der MSC in der Dominikanischen Republik war er von 1993 bis 2005 Rektor des Seminars in Lima und seit 2002 Regionalsuperior der Ordensgemeinschaft.
Am 18. Juni 2005 ernannte ihn Papst Benedikt XVI. zum Bischof und Prälaten der Territorialprälatur Caravelí. Die Bischofsweihe spendete ihm der Bischof von Chosica, Norbert Strotmann MSC, am 28. August 2005 in der Kathedrale von Trujillo. Sein Vorgänger, Bischof Bernhard Kühnel MSC, war Mitkonsekrator und überreichte ihm den Bischofsstab. Zweiter Mitkonsekrator war der Erzbischof von Trujillo, Héctor Miguel Cabrejos Vidarte OFM.
Papst Franziskus ernannte ihn am 16. Juli 2014 zum Militärbischof von Peru. Die Amtseinführung erfolgte am 13. September desselben Jahres.